# Las Escobas, Guanajuato
Las Escobas är en ort i Mexiko.   Den ligger i kommunen Dolores Hidalgo och delstaten Guanajuato, i den centrala delen av landet, 260 km nordväst om huvudstaden Mexico City. Las Escobas ligger 1 976 meter över havet och antalet invånare är 166.
Terrängen runt Las Escobas är en högslätt. Runt Las Escobas är det ganska tätbefolkat, med 93 invånare per kvadratkilometer. Närmaste större samhälle är Dolores Hidalgo, 18,9 km väster om Las Escobas. Trakten runt Las Escobas består till största delen av jordbruksmark.